# 長野県立屋代南高等学校
もしかして
- 長野県屋代南高等学校

ではありませんか？